# Eleição presidencial no Brasil em 1966
A eleição presidencial brasileira de 1966 foi a décima nona eleição presidencial do país. Foi a segunda eleição após o golpe militar de 1964, ocorrendo novamente de forma indireta, através de eleição no Congresso Nacional. Foi a primeira eleição em que o vice-presidente foi eleito junto com o presidente, o que se repetiria nas outras quatro eleições da ditadura e se manteria na volta das eleições diretas.

## Contexto histórico
O clima político, em 1964, no Brasil, era instável, representado pela alegada "fraqueza" (considerada pelos militares como "inegável") de João Goulart. Assim, em 1° de abril de 1964, formou-se uma junta militar composta pelos ministros militares para depor João Goulart, promovendo o Golpe Militar de 1964. No dia 9 de abril, foi decretado o Ato Institucional n.º1, que concedia à Junta poderes excepcionais, como: cassar mandatos, suspender direitos políticos por 10 anos e estabelecer o estado de sítio sem aprovação do Congresso. De todas as partes sucediam-se prisões e violência contra os vencidos. O AI-1 não anulou a Constituição de 1946, mas realizou modificações pontuais na Carta Constitucional do país. Ele deu poderes para que o governo de Castello Branco realizasse inúmeros expurgos tanto nos meios militares quanto nos meios civis. A repressão iniciada a partir do AI-1 resultou no expurgo de cerca de 1400 pessoas da burocracia civil e cerca de 1200 nas Forças Armadas
O Marechal Castelo Branco, ex-tenente de 1930 e veterano da Segunda Guerra Mundial (integrou combates na Itália e chegou ao comando da Força Expedicionária Brasileira em 1945), considerado o único nome de consenso entre os militares, foi escolhido para complementar o mandato do presidente João Goulart, indicação que teve o referendo do Congresso que o elegeu com 361 votos de parlamentares da UDN e do PSD. Enquanto no cargo, Castelo Branco iniciou a promulgação dos chamados Atos Institucionais, por meio dos quais os militares legitimavam para si próprios direitos extraconstitucionais.
Castelo Branco era um militar da vertente moderada das Forças Armadas, próximo à política estadunidense, realizou um governo que teve por base de apoio a parcela mais conservadora da União Democrática Nacional, militares, tecnocratas, e parcelas da classe média. Dizia que a intervenção teria caráter corretivo e era temporária (como ocorreu em 1889, 1930, 1945 e 1955). Porém, as Forças Armadas, lideradas pelo general Costa e Silva, não tinham interesse no papel de moderador, mas sim em "estabelecer a Linha Dura" de repreensão às atividades políticas de esquerda consideradas pelos militares golpistas como "terroristas".
O aparato que garantia a repressão política durante o regime militar no Brasil foi criado durante o governo do marechal Castello Branco. A administração interferiu nas entidades sindicais, de estudantes e houve grande número de prisões daqueles que discordavam do governo. A perseguição levou políticos, artistas, militantes e estudantes ao exílio. Entre os exilados estava o professor de sociologia Fernando Henrique Cardoso, futuro presidente da república. Castelo Branco rompeu as relações diplomáticas com Cuba, o que demonstrava a orientação política de repressão ao comunismo.
Após um ano de governo, a base de apoio nos setores médios urbanos começou a diminuir devido às medidas repressivas e às práticas econômicas de arrocho adotadas pelos ministros da Fazenda, Otávio Bulhões, e do Planejamento, Roberto Campos. Nasceu o Plano de Ação Econômica do Governo (Paeg) que previa: corte severo de gastos públicos, aumento dos impostos, arrocho salarial, restrição de crédito às empresas, incentivo às exportações, redução das importações, abertura aos investimentos estrangeiros e a retomada do crescimento econômico. Assim, a situação do regime foi derrotada pela oposição nas eleições em Estados importantes como Guanabara e Minas Gerais. Em decorrência disso, foi implementado, em 27 de outubro de 1965, o Ato Institucional n° 2 que dissolveu os 13 partidos políticos legalizados no País e determinada a implantação do bipartidarismo. Desse modo, passou a vigorar no país o bipartidarismo: o partido governista era a Aliança Renovadora Nacional (ARENA), e a oposição era representada pelo Movimento Democrático Brasileiro (MDB). E, em 5 fevereiro de 1966, foi instaurado o Ato Institucional n° 3 que estabeleceu eleições indiretas para os cargos de governadores estaduais e presidente da República.
Muitos quadros da UDN migraram para a ARENA (Aliança Renovadora Nacional). No entanto, sua principal liderança, o jornalista Carlos Lacerda, apesar de ter sido um dos líderes civis do golpe, voltou-se contra ele em 1966, com a prorrogação do mandato do presidente Castelo Branco. Segundo Lacerda, a prorrogação do mandato de Castelo Branco levaria à consolidação do regime numa ditadura militar permanente no Brasil, o que realmente aconteceu.
Após a extinção do PSD, seus membros se dividiram: uns foram para o MDB, único partido de oposição à ditadura permitido após a instituição do bipartidarismo com o AI-2; e outros ingressaram na ARENA, o partido que apoiava o regime instalado em 1964; em ambas as legendas, os ex-pessedistas se organizavam como alas à parte, em sublegendas.
Em 1965, através do AI-2, o PTB foi extinto, assim como todos os partidos políticos até então existentes. A quase totalidade dos membros do PTB que não haviam sido cassados ou fugido do país migraram então para o recém criado MDB.
Durante seu governo foram criados o Serviço Nacional de Informações (SNI), responsável por manter o governo informado de tudo o que se passava no país; o Conselho Monetário Nacional; e o Banco Central do Brasil. Foram instituídos também o Fundo de Garantia por Tempo de Serviço (FGTS) e o Instituto Nacional de Previdência Social (INPS). Também foram estabelecidas a Lei de Imprensa (1967), que restringia a liberdade de expressão, e a Lei de Segurança Nacional. 
Até 1964, a força hegemônica da esquerda no Brasil era o Partido Comunista Brasileiro (PCB)[carece de fontes?], que, embora ilegal, viveu seu ápice durante o breve período democrático de 1945 a 1964. Nessa época, o partido contava com muitas adesões e as suas ideias influenciaram a luta política e sindical e parte das elites intelectuais. O programa do PCB era basicamente reformista, uma vez que visava a realização de uma revolução burguesa no Brasil. Os comunistas entendiam que a sociedade brasileira ainda apresentava características feudais no campo, o que impedia o desenvolvimento das forças produtivas capitalistas. Segundo a avaliação do PCB, o setores feudais contavam com o apoio dos imperialistas estrangeiros, que não teriam interesse no desenvolvimento autônomo da economia brasileira. Sendo assim, os comunistas propunham uma aliança com a burguesia nacional e outros setores progressistas da sociedade, para levar a cabo uma revolução democrático-burguesa, etapa necessária para a realização de uma futura revolução socialista. 
Em 1962 (portanto dois anos antes do Golpe de Estado em 1964), o PCB passou por uma cisão, que resultou na formação do Partido Comunista do Brasil (PCdoB). O novo partido logo voltou-se para a China maoísta, criticando o reformismo do PCB e defendendo a luta armada. No entanto, mesmo sem ser descartada, a luta armada não constituía, efetivamente, uma opção política imediata ou consistente para a maior parte das esquerdas no período anterior à 1964. Com o golpe militar de 1964 e a derrota sem resistência por parte das forças progressistas, os partidos e movimentos de esquerda tradicionais entraram em crise e passaram por um processo de autocrítica. Para uma parcela considerável das esquerdas, a derrota de 1964 confirmou os equívocos da linha política pacifista e reformista adotada pelo PCB, que logo foi responsabilizado pela desmobilização dos trabalhadores e das forças progressistas no momento do golpe.
No primeiro semestre de 1965 debelaram a Guerrilha de Três Passos enquanto uma explosão avariou a oficina de O Estado de S. Paulo. Todavia, incidente mais grave aconteceu quando explodiram uma bomba no saguão do Aeroporto Internacional do Recife em 25 de julho de 1966. Visando atingir Costa e Silva, ex-ministro do Exército e candidato à sucessão presidencial, o atentado matou o jornalista Edson Régis de Carvalho e o vice-almirante reformado Nelson Gomes Fernandes, deixando quatorze feridos, dentre os quais estava o guarda-civil Sebastião Thomaz de Aquino. No mesmo dia, explosões sem vítimas atingiram a sede da União Estadual dos Estudantes (UEE) e a do Serviço de Informação dos Estados Unidos (USIS). Quanto a Costa e Silva o mesmo não foi atingido, pois seu voo teve o destino alterado para João Pessoa.
A sucessão do presidente Castelo Branco dividiu os militares brasileiros, pois de um lado encontravam-se aqueles que eram oriundos da Escola Superior de Guerra (o denominado "grupo Sorbonne" ou "castelistas") e do outro, a "linha dura", seguidores da filosofia da Escola de Guerra de Fort Leavenworth e liderados pelo ministro de Guerra; o Costa e Silva.
No processo sucessório, Castelo acabou sendo pressionado a passar a faixa presidencial para o general da "linha dura", Artur da Costa e Silva, porém começou a organizar com o senador Daniel Krieger um movimento contra o endurecimento do regime.
Por fim, Costa e Silva tomou posse da presidência em 15 de março de 1967, mesma data em que entrava em vigor a nova Constituição e deixavam de vigorar os Atos Institucionais de número 1 a 4 (AI-1, AI-2, AI-3 e AI-4, respectivamente). Por isto, Costa e Silva assumira o poder sem possuir nenhum poder extraconstitucional. No entanto, na disputa entre os dois grupos militares o da "linha dura" acabou saindo vencedor, pois, após assumir a Presidência da República, o general Artur da Costa e Silva decretou o Ato Institucional Número Cinco (AI-5), e deste modo realmente tornou o regime mais autoritário.
Castelo Branco morreu, logo após deixar o poder, em um acidente aéreo (mal explicado pelos inquéritos militares) ocorrido em 18 de julho de 1967: um avião Lockheed T-33 da Força Aérea Brasileira teria atingido a cauda do avião Piper PA-23 Aztec no qual Castelo Branco viajava, o que fez com que o Piper caísse.
Com exceção da última, as eleições durante o regime militar elegeram candidatos militares do partido da Aliança Renovadora Nacional (ARENA), porém durante as eleições de candidatos militares da linha-dura (1966 e 1969) não houve outros candidaturas, sendo uma "eleição" de chapa única.
No dia da eleição Costa e Silva completava 67 anos.

## Resultados
A chapa da ARENA de Artur da Costa e Silva para presidente da República e Pedro Aleixo para vice-presidente foi eleita para o quatriênio 1967-71, sem apresentação de chapa concorrente pelo MDB. Mais de 35% dos parlamentares não compareceram ou se manifestaram pela abstenção, percentual que corresponde aproximadamente ao tamanho da bancada do MDB.
| Eleição para presidente do Brasil em 1966 | Eleição para presidente do Brasil em 1966 | Eleição para presidente do Brasil em 1966 | Eleição para presidente do Brasil em 1966 |
| Candidato presidencial                    | Candidato vice-presidencial               | Votos                                     | Porcentagem                               |
| ----------------------------------------- | ----------------------------------------- | ----------------------------------------- | ----------------------------------------- |
| Artur da Costa e Silva                    | Pedro Aleixo                              | 294                                       | 100%                                      |
| Abstenções                                | Abstenções                                | 41                                        | 41                                        |
| Não compareceram                          | Não compareceram                          | 136                                       | 136                                       |